# Questa è l'acqua
Questa è l'acqua è una raccolta di sei testi dello scrittore David Foster Wallace rimasti alcuni anni inediti in Italia: comprende un discorso che Wallace tenne ai giovani laureati del Kenyon College nel 2005, più cinque racconti, pubblicati tra il 1987 e il 1991. Il titolo della raccolta, per l'appunto Questa è l'acqua  è riferito al testo del discorso tenuto dallo scrittore stesso. Negli anni, il discorso di Wallace è divenuto un manifesto di ciò che vuol dire avere una formazione umanistica nell'epoca contemporanea.

## Contenuti del volume
- Prefazione di Don DeLillo

Discorso tenuto a New York, il 23 ottobre 2008, in ricordo di David Foster Wallace.
«Ora lo conosciamo come uno scrittore coraggioso in lotta contro la forza che voleva indurlo a rinunciare a se stesso. A distanza di anni sentiremo ancora il gelo che ha accompagnato la notizia della sua morte.»
- Solomon Silverfish

Originariamente pubblicato in Sonora Review n°16, autunno del 1987.
- Altra matematica (Other Math)

Pubblicato in Western Humanities Review, estate del 1987.
- Il pianeta Trillafon in relazione alla Cosa Brutta (The Planet Trillaphon As It Stands in Relation to the Bad Thing)

Primo testo in assoluto mai pubblicato da Wallace, risalente al 1984, stampato per la prima volta in Amherst Review, 1987
- Crollo del '69 (Crash of '69)

Pubblicato in Between C&D, inverno del 1989
- Ordine e fluttuazione a Northampton (Order and Flux in Northampton)

Pubblicato in Conjunction n°17, autunno 1991
- Questa è l'acqua

Trascrizione del discorso per il conferimento delle lauree tenuto al Kenyon College (Gambier, Ohio), 21 maggio 2005
«Ci sono due pesci che nuotano e a un certo punto incontrano un pesce anziano che va nella direzione opposta, fa un cenno di saluto e dice: "Salve, ragazzi. Com'è l'acqua?" I due pesci giovani nuotano un altro po', poi uno guarda l'altro e fa "Che cavolo è l'acqua?"»
- Così nascosto in bella vista, postfazione di Luca Briasco

## Senso del discorso
Il senso della storiella che apre il discorso è che le realtà più ovvie spesso sono anche le più difficili da vedere, proprio perché ci siamo immersi dalla nascita, come i pesci nell’acqua. Il resto del discorso è invece dedicato al ruolo dell’educazione e dell’istruzione, che hanno il compito di insegnare a pensare: non come pensare ma a cosa pensare. Insegnano cioè a uscire da una modalità standard di ragionamento e a raggiungere la consapevolezza di ciò che è importante.

## Edizioni
David Foster Wallace, Questa è l'acqua, a cura di Luca Briasco, traduzione di Giovanna Granato, Einaudi, 2009,  p. 170, ISBN 978-88-06-19969-2.